# Ghiacciaio Polar Record
Il ghiacciaio Polar Record è un ampio ghiacciaio situato sulla costa di Ingrid Christensen, nella Terra della Principessa Elisabetta, in Antartide. Il ghiacciaio, il cui punto più alto si trova a circa 100 m s.l.m., fluisce verso nord scorrendo tra i nunatak Meknattane e l'isola Dodd fino ad andare ad alimentare la parte centrale della piattaforma glaciale Pubblicazioni, a est del ghiacciaio Lambert.

## Storia
Il ghiacciaio Polar Record fu mappato e battezzato nel 1952 dal geografo americano John H. Roscoe che effettuò un dettagliato studio dell'area basandosi su fotografie aeree scattate durante l'operazione Highjump, 1946-47. Roscoe diede alla formazione il nome di "ghiacciaio Polar Record", in onore della rivista inglese Polar Record, pubblicata dallo Scott Polar Research Institute, dell'Università di Cambridge.